# 야사시 스이세이
〈야사시 스이세이〉(일본어: 優しい彗星, 영어명 〈Comet〉)는 일본의 음악 유닛인 요아소비(YOASOBI)가 작곡, 녹음한 노래이다. 2021년 1월 20일 일본 소니 뮤직 엔터테인먼트를 통해 독립 디지털 싱글 앨범으로 발매하였으며, 3월 24일에는 〈가이부쓰〉와 함께 《가이부쓰/야사시 스이세이》(怪物/優しい彗星)라는 더블 A사이드 CD 싱글 앨범으로 발매되었다. 텔레비전 애니메이션 시리즈인 《BEASTARS》의 2기 엔딩곡으로 쓰였다.

## 배경과 발매
요아소비의 〈가이부쓰〉가 발매된 후, 요아소비는 텔레비전 애니메이션 시리즈인 《BEASTARS》의 시즌 2 엔딩곡을 작사, 작곡하고 있다고 밝혔다. 새로 공개될 엔딩곡은 이타가키 파루가 작가, 일러스트레이터를 맡은 BEASTARS의 외전 만화 소설인 《사자자리 유성군인채로》(일본어: 獅子座流星群のままに 시시자류세이군노 마마니[*])에 기반을 두었다고 말했다.
〈야사시 스이세이〉는 2021년 1월 20일 디지털 다운로드 형태로 발매되었고, 3월 24일에는 《가이부쓰/야사시 스이세이》라는 더블 A사이드 CD 싱글 앨범으로 발매되었다. 단독 싱글은 한정판(애니메이션 버전)과 요아소비의 공식 팬클럽 웹사이트인 "클럽 요아소비" 회원만 구매할 수 있는 팬클럽 한정판 2가지 형태로 발매되었다. 두 한정판 버전 모두 오리지널 곡, TV 버전 커팅곡, BEASTARS의 크레딧 없는 오프닝과 엔딩 영상으로 구성되어 있다. 팬클럽 한정판에는 이와 더불어 〈다분〉(たぶん)과 〈아노 유메오 나조테〉(あの夢をなぞって)의 어쿠스틱 어레인지 세션곡도 수록되어 있다. 팬클럽 한정판 2곡은 2021년 12월 1일 발매된 두 번째 EP인 《The Book 2》에 수록되었다.
이후 12월 1일 발매된 두 번째 EP인 《The Book 2》에서도 〈야사시 스이세이〉가 수록되었다. 11월 12일에는 〈Comet〉이라는 제목으로 야사시 스이세이의 영어판 악곡 버전이 요아소비의 첫 영어판 EP인 E-Side에 수록되었다.

## 가사와 작곡
〈야사시 스이세이〉는 《BEASTARS》의 등장 인물인 서로 다른 처지의 2명이 잔혹한 세상에서 아름다운 우정을 키워 나가는 솔직한 심정을 담은 발라드풍 곡이다. 곡은 90 BPM이고 바장조 음계이며 총 악곡 길이는 3분 35초이다.

## 뮤직 비디오
3월 25일 뮤직 비디오는 유튜브 프리미어를 통해 공개되었다. 감독은 야스히라 가도와키가 《BEASTARS》의 작가 이타가키 파루가 쓴 소설과 악곡의 세계관을 바탕으로 제작한 영상이라 밝혔으며, 《BEASTARS》 본편에서 중요 등장인물인 루이와 이부키 둘에게 초점을 맞췄다.

## 라이브 공연
〈야사시 스이세이〉는 2021년 3월 10일 유튜브의 채널인 THE FIRST TAKE에서 처음 상영되었다. 2021년 12월 30일에는 요아소비 듀오가 제63회 일본 레코드 대상에서 〈가이부쓰〉, 〈모시모 이노치가 에가케타라〉(もしも命が描けたら)와 함께 〈야사시 스이세이〉 라이브 공연을 보여주며 TV 데뷔 무대를 가졌다.

## 판매 실적
〈야사시 스이세이〉는 2021년 2월 1일자 빌보드 재팬 다운로드 송 차트에서 총 18,601회 다운로드로 2위를 기록하였다.
| 국가                        | 인증     | 판매량/출하량 |
| 스트리밍                    | 스트리밍 | 스트리밍      |
| --------------------------- | -------- | ------------- |
| 일본 (RIAJ)                 | 골드     | 50,000,000    |
| 스트리밍을 기반으로 한 인증 |          |               |

## 시상
| 시상                       | 연도 | 부문               | 결과 | Ref.   |
| -------------------------- | ---- | ------------------ | ---- | ------ |
| 제6회 크런치롤 아니매 대상 | 2022 | 최고의 엔딩 시퀀스 | 후보 | [ 15 ] |

## 차트
〈야사시 스이세이〉는 2021년 2월 1일 빌보드 재팬 핫 100에서 20위로 처음 올라왔으며, 3월 31일 재팬 핫 100 차트에서 19위, 2월 6일에는 빌보드 글로벌 익스클루시브 US에서 최고 순위 97위를 기록했다.
| 차트 (2021)                      | 최고 순위 |
| -------------------------------- | --------- |
| 글로벌 200 (빌보드)              | 97        |
| 일본 (재팬 핫 100)               | 14        |
| 일본 핫 애니메이션 (빌보드 재팬) | 6         |
| 일본 (오리콘)                    | 2         |
| 일본 혼성 싱글 (오리콘)          | 2         |

| 차트 (2021)   | 순위 |
| ------------- | ---- |
| 일본 (오리콘) | 7    |

| 차트 (2021)                      | 순위 |
| -------------------------------- | ---- |
| 일본 (재팬 핫 100)               | 70   |
| 일본 핫 애니메이션 (빌보드 재팬) | 11   |
| 일본 (오리콘)                    | 94   |
| 일본 혼성 싱글 (오리콘)          | 2    |

## 트랙 구성
- 디지털 다운로드 및 스트리밍[27]

1. "야사시 스이세이" (優しい彗星) – 3:35

- 디지털 다운로드 및 스트리밍 (영어 버전)[27]

1. "Comet" – 3:35

- CD 싱글[4]

1. CD
  1. "가이부쓰" – 3:26
  2. "야사시 스이세이" – 3:35
  3. "가이부쓰" (TV 사이즈 버전) – 1:30
  4. "야사시 스이세이" (TV 사이즈 버전) – 1:26
2. DVD (한정판)
  1. "TV 애니메이션 BEASTARS 시즌 2 오프닝 논크레딧 비디오/Yoasobi "Kaibutsu""
  2. "TV 애니메이션 BEASTARS 시즌 2 엔딩 논크레딧 비디오/Yoasobi "Yasashii Suisei""
3. 블루레이 (팬클럽 한정판)
  1. "TV 애니메이션 BEASTARS 시즌 2 오프닝 논크레딧 비디오/Yoasobi "Kaibutsu""
  2. "TV 애니메이션 BEASTARS 시즌 2 엔딩 논크레딧 비디오/Yoasobi "Yasashii Suisei""
  3. "다분" (어쿠스틱 세션)
  4. "아노 유메오 나조테" (어쿠스틱 세션)

## 크레딧
본 크레딧은 앨범 《The Book 2》의 음반 설명과 유튜브의 〈야사시 스이세이〉 악곡 설명을 참조하였다.
| 노래 - Ayase – 프로듀서, 작사가 - Ikura – 보컬 - AssH – 기타 - Paru Itagaki – 기반 스토리 작가 - Takayuki Saitō – 보컬 녹음 - Masahiko Fukui – 믹싱 - Kōhei Kadowaki – 앨범 커버 디자인 | 뮤직 비디오 - Kōhei Kadowaki – 감독, 프로듀셔 - Naoki Okada – 보조 - Satoshi Ono – 보조 - Mayuka Kawamura – 보조 - Tokurō Kitamura – 보조 - Kaoru Kimura – 보조 - Ken'ichirō Tachikawa – 보조 - Rina Machida – 보조 - Mayu Watanabe – 보조 |